# Ворцман, Ави
Ави Ворцман (полное имя Авраам; ивр. אבי וורצמן‎; род. 29 октября 1970 года, Беэр-Шева, Израиль) — израильский политик, депутат кнессета 19-го созыва от партии «Еврейский дом».

## Биография
Авраам Ворцман родился в Беэр-Шеве, Израиль. Учился в иешиве Бней-Акива, а также в иешиве Мерказ ха-рав, получил звание раввина. Получил сертификат учителя в колледже «Хемдат ха-Дором», а также степень магистра гуманитарных наук по государственной политике и менеджменту в Университете имени Бен-Гуриона. Проходил службу в бригаде Гивати Армии обороны Израиля, имеет звание сержанта.
В 2008 году Ворцман выдвигал свою кандидатуру на пост лидера партии «Еврейский дом», однако проиграл выборы профессору Даниэлю Гершковичу.
В 2012 году по просьбе Нафтали Беннета Ворцман согласился баллотироваться в кнессет от партии «Еврейский дом». Занял восьмое место в предвыборном списке партии. Был избран в кнессет 19-го созыва, где вошел в комиссию кнессета.
В тридцать третьем правительстве Израиля Ави Ворцман получил пост заместителя министра просвещения Шая Пирона.
Авраам Ворцман женат, имеет четырёх детей, живет в Беэр-Шеве. Владеет ивритом и английским языком.